# ليو فورتوناتو
ليو فورتوناتو (بالبرتغالية: Léo Fortunato‏) (14 مارس 1983 بريو دي جانيرو في البرازيل - ) هو لاعب كرة قدم برازيلي في مركز الدفاع. لعب مع سبورتينغ براغا ونادي فيتوريا ونادي كروزيرو وTupi Football Club ‏ ونادي مادوريرا ونادي أولاريا أتلتيكو وPietà Hotspurs F.C. ‏ ونادي نوفو هامبورغو ونادي بانغو أتلتيكو ونادي بوا إيسبورت.

## وصلات خارجية
- ليو فورتوناتو على موقع قاعدة بيانات كرة القدم.إي يو (الإنجليزية)
- ليو فورتوناتو على موقع Soccerway.com (الإنجليزية)